# 比利·米利根
威廉·密里根（英語：William Milligan，別名比利·密里根（简称“比利”），1955年2月14日—2014年12月12日），于1977年因在俄亥俄州立大学犯下三宗强奸罪被警方逮捕。此前，比利已经因为多次持械抢劫被捕入狱。在审讯过程中，诊断出比利為罕见的多重人格分裂患者，他亦因此獲判无罪，案件受到高度关注。
1981年，作家丹尼尔·凯斯创作的纪实传记《24个比利》出版，该书记录了比利从童年到被捕后的详细精神状态和他的人格之间的交流和矛盾。
2021年，線上影音串流平台netflix，發布紀錄片《24个比利》，揭露當年的事件以及近年比利不為人知的生活，也探討比利是否真有多重人格。

## 个人经历

### 童年
比利生于1955年的情人节，他的妈妈桃樂絲（英語：Dorothy）在俄亥俄州的一个农场长大，成年后跟他的丈夫迪克居住。他们离婚之后，桃樂絲迁至迈阿密，并以歌唱为生。在那里，他和一个叫強尼的已婚犹太喜剧演员同居。
桃樂絲和強尼共有三个孩子。在1953年10月有了他们的大儿子，吉姆。1955年2月，二儿子威廉，也就是比利，出世。桃樂絲和強尼还有一个女儿凯西，她在1956年12月出世。
1959年11月17日，強尼自杀身亡。此前，他因赌博欠债，而且经常酗酒，也曾经有过自杀行为。
之后桃樂絲带着孩子们离开了迈阿密，回到俄亥俄州，她与前夫迪克重婚，这段婚姻只维持了1年的时间，最後仍以離婚收場。1962年，桃樂絲遇见了查米·密里根（英語：Chalmer Milligan），查米有两个女儿，其中一个与比利同龄。桃樂絲与查米于1963年10月27日在俄亥俄结婚。
比利指责查米长期虐待他，包括鸡奸，并导致他的多重人格分裂症恶化（在此前比利已有多重人格分裂倾向，他的第一个分裂出来的人格小女孩“克丽丝汀”在3岁时便出现）

### 犯罪、再被捕及審判
1975年，比利因持械抢劫在俄亥俄州的黎巴嫩监狱服刑。比利于1977年初假释出狱，但是同年10月，他因涉嫌在俄亥俄州立大学强奸并抢劫了三个妇女而被捕，警方在受害人的车上找到了他的指纹，并且其中一名受害者在警局当场指认出强奸她的就是比利。
比利作案时带有枪支，而警方在比利的住处搜出枪支，加上比利又是个假释犯人，检方决定起诉他犯有“三项抢劫罪、三项绑架罪、四项强奸罪”。
在对比利进行辩护的过程中，比利接受了一个由Willis C. Driscoll博士制定的心理测试评估，这份评估结果认为比利患有人格分裂症。之后比利又接受了Dorothy Turner，一个来自俄亥俄州哥伦布市西南健康中心的精神病专家，对他进行进一步的心理评估，这次的评估结果显示比利患有多重人格疾患。在后来的法庭辩护中，辩护律师以“犯罪时比利神志不清，不能控制自己”为辩护理由为比利辩护，并传召了四个精神病医生，一个心理学家上庭为比利作证。法庭最终接纳了这个辩护，裁定比利无罪，但是必须接受强制精神疾病治疗。

### 治疗
比利辗转送到了一系列州立精神病院接受治疗，但后来比利表示他在这些医院接受的治疗十分有限。在治疗的开始，医生發现了比利的10个人格。在后续治疗中，一名叫大卫·考爾 （David Caul）的精神病医生發现了另外的14个人格，經過一連串的治療，比利的病情逐漸好轉，惟其最後轉入的利瑪醫院和戴頓司法中心以極為不人道的方式對待病患，讓比利的病情陷入前所未有的惡化。
經歷漫長猶如地獄的重警備機構，比利終於在1982年4月15日，回到了艾森斯心理健康中心治療，距離上次離開已經過了兩年半。

### 康复释放后
经过漫长的治疗过后，比利在1988年獲釋。
1996年，比利发表声明，表示自己正在加利福尼亚州居住，拥有一家小电影公司Stormy Life Productions并即将制作一部短片，但显然根本没有拍出来。他称自己仍然因多重人格疾患所困扰。比利表示希望把自己的经历拍成一部电影。
2007年，俄亥俄州报纸《哥伦布快报》尝试联系比利，但是他的妹妹凯西拒绝透露任何关于比利的联系方式，理由是《哥伦布快报》当年试图掩盖真相，误导民众，让比利受到不公正的待遇。

### 死亡
2014年12月12日，比利因癌症死於俄亥俄州哥倫布市的養老院，當時59歲。

## 脚注
1. ↑  关于比利分裂出来的24个人格，可以参看条目24个比利